# Neftis
Neftis (Neftida) je božica grobnica i noći.
Geb, bog Zemlje, i Nut, božica neba, imali su četvero djece: Ozirisa, Izidu, Neftis i Seta. Izida i Oziris bili su blizanci i zaljubili su se u utrobi svoje majke Nut, koja je rodila i zvijezde. Nakon rođenja su se vjenčali. Neftis se udala za Seta, kojeg je mrzila, iako je voljela Ozirisa. Set je mrzio svojeg brata i htio ga je svrgnuti s vlasti.

## Set i Neftis
Neftis se udala za Seta, iako ga nije voljela. Bio je ljubomoran na Ozirisa, kojemu je rodila Anubisa. Njihov brak nije dugo trajao, Neftis nikada nije priznala sina i napustila ga je zbog odbojnog izgleda. Odgojila ga je Izida, njegova teta. Set je nakon rastave smislio plan za Ozirisovo ubojstvo. Nakon Ozirisova uskrsnuća, Neftis je postala zaštitnica grobnica i onih koji su u njima pokopani, mumija i kanopa.

## Vanjske poveznice
|  | Zajednički poslužitelj ima još gradiva o temi Neftis |